# Рада міністрів
Рада міністрів — найвищий орган виконавчої влади у низці держав. Зазвичай очолюється головою (прем'єр-міністром), що нерідко є одночасно і головою держави, і складається з міністрів, тобто посадових осіб, що очолюють міністерства, або що не очолюють їх, але що відповідають за певні ділянки роботи за дорученням голови (так звані «міністри без портфеля»).
Також назва розпорядливих і дорадчих органів у низці міжнародних організацій.

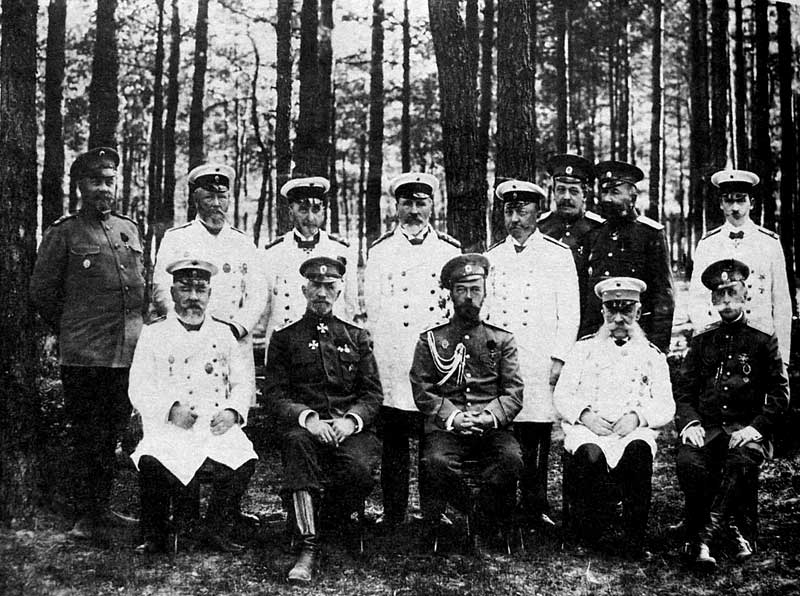
Рада міністрів Російської імперії у Ставці Верховного Головнокомандувача. Барановичі. 14 червня 1915.

## Ради Міністрів у Росії та СРСР

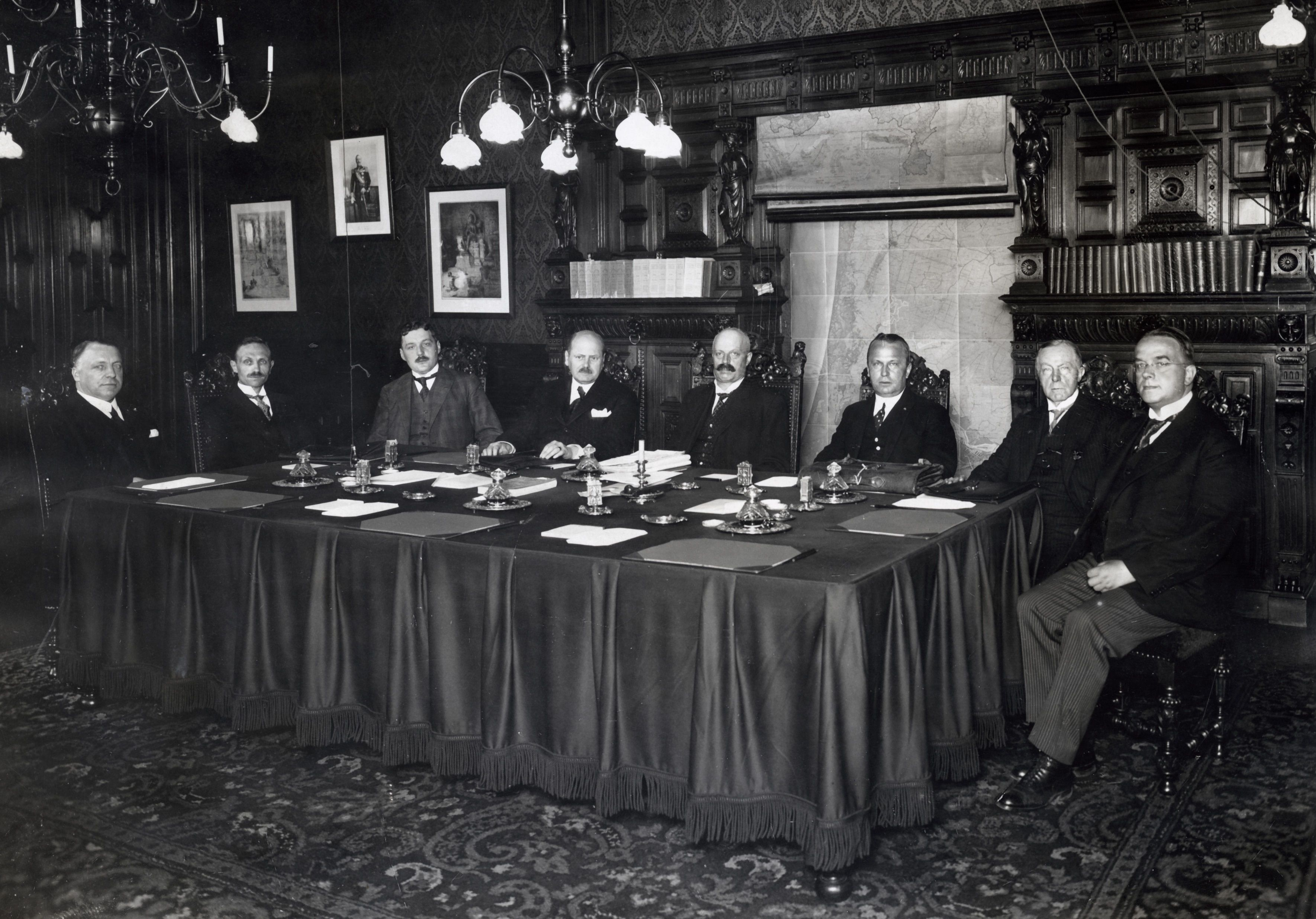
Рада міністрів Нідерландів, вищий орган виконавчої влади в Нідерландах за часів прем'єрства Шарля Ройса де Беєренбрука (1929–1933)

- Рада міністрів Російської імперії — орган влади, що існував у 1857–1917 роках спочатку, як орган «спільної доповіді» міністрів імператору, а після реформи 17 жовтня 1905 — вищий орган державного управління, відповідальний перед імператором.
- Рада Міністрів СРСР — орган влади, що існував у 1946–1991 роках, як вищий виконавчий і розпорядчий орган державної влади, Уряд СРСР.
- Рада міністрів УРСР — найвищий орган державного управління в УРСР, наступник Ради Народних Комісарів (з 1946). Рада Міністрів була формально Верховною Радою в складі голови, перших заступників і заступників голови, міністрів та керівників інших союзно-республіканських органів.
- Рада міністрів РРФСР (Рада Міністрів — Уряд Російської Федерації) — вищий виконавчий та розпорядчий орган державної влади Російської Радянської Федеративної Соціалістичної Республіки (РРФСР), що діяв у період з 1946 до 1991 року, до перетворення РРФСР на Російську Федерацію.

## Ради міністрів у інших державах
- Рада міністрів Албанії — уряд Албанії
- Рада міністрів Алжиру — уряд Алжиру
- Рада міністрів Бельгії (нід. Ministerraad; фр. Conseil des ministres) — уряд Бельгії
- Рада міністрів Республіки Білорусь — вищий орган виконавчої влади, що здійснює керівництво системою підпорядкованих йому республіканських органів державного управління та інших державних організацій, а також місцевих виконавчих і розпорядчих органів у Білорусі.
- Рада міністрів Боснії і Герцеговини (босн. і хорв. Vijeće ministara Bosne i Hercegovine, серб. Савјет министара Босне и Херцеговине) — уряд Боснії і Герцеговини
- Рада міністрів Болгарії (болг. Министерски съвет на България) — уряд Болгарії.
- Рада міністрів Бутану — уряд Бутану
- Рада міністрів В'єтнаму — уряд В'єтнаму
- Рада міністрів Гватемали — уряд Гватемали
- Рада міністрів Ефіопії — уряд Ефіопії
- Рада міністрів Індії — уряд Індії
- Рада міністрів Іспанії — уряд Іспанії
- Рада міністрів Італії — уряд Італії
- Рада міністрів Камбоджі — уряд Камбоджі
- Рада міністрів Колумбії — уряд Колумбії
- Рада міністрів Королівства Нідерланди (нід. Raad van ministers van het Koninkrijk) — виконавчий орган федеративної держави, що включає метрополію (власне Нідерланди), Аруба і Нідерландські Антильські острови
- Рада міністрів Куби — уряд Куби
- Рада міністрів Лівану — уряд Лівану
- Рада міністрів Мозамбіку — уряд Мозамбіку
- Рада міністрів Нідерландів (нід. Ministerraad) — вищий орган виконавчої влади в Нідерландах
- Рада міністрів Палестинської національної адміністрації — уряд Палестинської національної адміністрації
- Рада міністрів Перу — уряд Перу
- Рада міністрів Польщі — уряд Польщі
- Рада міністрів Португалії — уряд Португалії
- Рада міністрів Саудівської Аравії — уряд Саудівської Аравії
- Рада міністрів Сомалі — уряд Сомалі
- Рада міністрів Сирії — уряд Сирії
- Рада міністрів Таїланду — уряд Таїланду
- Рада міністрів Туреччини — уряд Туреччини
- Рада міністрів Франції — уряд Франції

## Ради міністрів у міжнародних організаціях
- Рада міністрів (англ. Council of Ministers) — неофіційна назва Ради Європейського Союзу.
- Рада міністрів закордонних справ СНД — орган СНД, створений для вироблення єдиної зовнішньої політики.
- Рада міністрів оборони держав — учасниць СНД — орган СНД, створений для вироблення єдиної військової політики.
- Рада міністрів внутрішніх справ держав — учасниць СНД — орган СНД, створений для координації діяльності органів внутрішніх справ країн-учасниць СНД.
- Рада міністрів юстиції держав — учасниць СНД — орган СНД, створений для координації діяльності органів юстиції країн-учасниць СНД.